# 嫁姑が謎に挑戦
『嫁姑が謎に挑戦』（よめしゅうとめがなぞにちょうせん）は、1996年から1999年までテレビ朝日系「土曜ワイド劇場」で放送されたテレビドラマシリーズ。全6回。主演は栗原小巻と藤田朋子。
タイトルは『津軽海峡を渡る殺人者』（第1作） →  『銀河鉄道に乗る逃亡者』（第2作） → 『竜飛岬に消えた殺人者』（第3作） → 『みちのく美女伝説殺人事件』（第4作） → 『宗谷海峡に消えた殺人者』（第5作） → 『嫁姑が謎に挑戦』（第6作）。
※第6作は「嫁姑が謎に挑戦(6)」となっている。
第1作は嫁若林桃子、姑若林百合野で、劇中で姑の息子若林信彦が殺害される。第2作から第6作は嫁折笠夕子、姑折笠綾乃で、劇中で姑の息子折笠俊介は殺害されない。

## キャスト

### レストラン本郷（第2作） → レストラン折笠（第3作 - 第6作）
折笠綾乃
演 - 栗原小巻（第2作 - 第6作）
主人。夫を亡くしている。高校時代は七人小町の一人だった（第4作）。
折笠夕子
演 - 藤田朋子（第2作 - 第6作）
従業員。俊介の妻。
折笠俊介
演 - 山口粧太（第2作）、大澄賢也（第3作 - 第6作）
シェフ。綾乃の息子。
田川よね
演 - 春川ますみ（第3作 - 第6作）
従業員。名前は第6作は「田上よね」になっている。
折笠林太郎
演 - 角野卓造（第5作・第6作）
シェフ。綾乃の再婚相手。

### 警察関係者
日暮
演 - 谷村昌彦（第2作・第3作）
刑事。
影山茂太
演 - 谷村昌彦（第4作・第5作）
刑事。
須崎一郎
演 - 小久保丈二（第4作・第5作）、でんでん（第6作）
刑事。

### ゲスト
第1作「津軽海峡を渡る殺人者」（1996年）
- 若林百合野 - 栗原小巻
- 若林桃子（信彦の妻） - 藤田朋子
- 川北（岩手県警 警部） - 谷村昌彦
- 岩本 - 円谷浩
- 若林信彦（保険会社員・百合野の息子） - 二階堂智
- 刑事 - 小久保丈二
- 所轄刑事 - 高山成夫
- 板倉直之 - 峰岸徹
- 三島夏江（三島の妻） - 姿晴香
- 三島稔（会社社長） - 秋野太作

第2作「銀河鉄道に乗る逃亡者」（1996年）
- 高田一郎（ゆきの兄） - 丹波義隆
- 高田ゆき（レストラン本郷 元従業員） - 中原果南
- 亮平（レストラン本郷 シェフ） - 曽根英樹
- 丸山喜一（納入業者） - 山口仁
- 高田満江（ゆきの母） - 小畠絹子
- 刑事 - 辻三太郎
- 刑事 - 小久保丈二
- ノリコ（綾乃の友人） - 坂井寿美江
- 飯山勝男（雫石出身） - 羽田共持
- 看護婦 - 織田夏芽
- 野田宗一郎（常連客） - 丹波哲郎

第3作「竜飛岬に消えた殺人者」（1997年）
- 立花みゆき（石倉の元恋人） - 城之内早苗
- 青森刑務所の看守 - 吉田良全
- 松野（ジュースの生産者） - 美角優介
- 刑事 - 小久保丈二
- 立花ヒトミ（仙治とみゆきの娘） - 蓮沼藍
- スナックのママ - 二村民子
- 奥谷旅館の女将 - 宝城清子
- 土田 - 矢田政伸
- 山下健一 - 渡辺聡
- OL - 権平華子
- OLの友人 - 吉岡ちひろ
- OLの友人 - 寿綾乃
- 旅館の仲居 - 織田なつめ
- マリ（土田の恋人） - 小野妃香里
- 立花かね（仙治の母） - 今井和子
- 立花仙治（みゆきの夫） - 鈴木一功
- 常連客 - 海老名香葉子
- 常連客 - 林家まる子
- 石倉庄吉（9年前に起きた現金輸送車強奪事件の犯人） - 火野正平

第4作「みちのく美女伝説殺人事件」（1998年）
- 市村由岐（七人小町の一人） - 高林由紀子
- 川北宏（代議士秘書・よしみの同級生） - 池田勝
- 仙道よしみ（七人小町の一人） - 久保田民絵
- 川村雅代（七人小町の一人・綾乃の幼馴染） - 福井裕子
- 富田桂子（七人小町の一人） - 長慶子
- 唐沢（孝吉の後妻） - 宝城清子
- サオリ（仲居） - 藤田瞳子
- 片山幸弘（信江の夫） - 岸本功
- 仲居 - 権平華子
- 木村健次（製麺所の工場長） - 西田良
- 唐沢孝吉（雅代の元夫） - 辻三太郎
- 常連客 - 中島誠之助
- 常連客 - 田中優子
- 片山信江（七人小町の一人・旅館の従業員） - 山口果林

第5作「宗谷海峡に消えた殺人者」（1998年）
- 白鳥伸子（芸能プロダクションの社長） - 北原佐和子
- 北川努（孝作の孫） - 林泰文
- 上杉香緒里（演歌歌手） - 上杉香緒里（本人役）
- 千田（刑事） - 二階堂智
- 藤倉修吉（運送会社の経営者） - 吉田良全
- 西田功（伸子の会社の従業員） - 能見達也
- 市村健太（伸子の会社の従業員） - 吉岡太
- 北川（努の母・17年前刺殺） - 宝城清子
- 看護婦 - 寿綾乃
- 吉野忠 - 三上勝由
- 今中耕三（民宿経営者） - 土方当監
- 新山順一（木材業者） - 吉本圭志
- 綾（優佳良織の織り元） - 木内綾
- 常連客 - 大沢啓二
- 常連客 - 佐藤花子
- 北川孝作（ツアーの手伝い） - 梅津栄

第6作「嫁姑が謎に挑戦」（1999年）
- 篠田涼子（篠田の娘） - 黒沢裕美
- 伊三郎（あずみ工房 主人） - 谷村昌彦
- 静子（伊三郎の妻） - 三島ゆり子
- 石崎守（有産金融 社員） - 石田登星
- 白川忠雄（若葉銀行 支店長代理） - 南條豊
- 旅館の女将 - 宝城清子
- レストランのお客様 - 野村沙知代
- 畑中正勝（浅草西警察署 刑事） - 井上智之
- 片山健（有産金融 社員） - 横山尚之
- 川北慎次（新興金融 社員） - 橋詰孝博
- 山口宗男（篠田の友人） - 大出俊
- 篠田邦彦（篠田工業 経営者・綾乃の昔の恋人） - 黒沢年男

## スタッフ
- 脚本 - 篠崎好、保利吉紀
- 監督 - 大熊邦也、岡屋龍一
- 制作 - 朝日放送、TSP

## 放送日程
| 話数 | 放送日        | タイトル/サブタイトル | 脚本     | 監督     |
| ---- | ------------- | --- | -------- | -------- |
| 1    | 1996年3月16日 | 津軽海峡を渡る殺人者 嫁姑が知ってるつもりの“石川啄木”の謎に挑む！ 盛岡〜八甲田山〜青森〜仏ヶ浦〜函館                                         | 篠崎好   | 大熊邦也 |
| 2    | 10月12日      | 銀河鉄道に乗る逃亡者 嫁姑が知ってるつもりの“宮沢賢治”の謎に挑戦！みちのく田沢湖に幻の魚を見た！ 乳頭温泉〜角館〜盛岡〜花巻                   | 保利吉紀 | 岡屋龍一 |
| 3    | 1997年6月21日 | 竜飛岬に消えた殺人者 嫁姑が知ってるつもりの「太宰治」の謎に挑む！「風の駅」は津軽のどこ？ 青森〜蟹田〜小泊〜金木〜十三湖〜黄金崎不老ふ死温泉 | 保利吉紀 | 岡屋龍一 |
| 4    | 1998年2月28日 | みちのく美女伝説殺人事件 雪原に浮かぶ秋田美人絵灯ろうの謎・七人小町が次々に殺されていく！                                                    | 保利吉紀 | 岡屋龍一 |
| 5    | 12月19日      | 宗谷海峡に消えた殺人者 東京〜稚内、北オホーツク復讐街道 殺人現場に散ったエゾカンゾウの謎                                                     | 保利吉紀 | 岡屋龍一 |
| 6    | 1999年5月15日 | 嫁姑が謎に挑戦 浮世絵師北斎―信州路に消えた殺人者・富士が見える湖に死体・美人妻、愛と殺意の旅路                                               | 保利吉紀 | 岡屋龍一 |